# La Fúmiga
La Fúmiga es un grupo de música valenciano originario de la ciudad de Alcira en el año 2012. Su estilo mezcla influencias de la música banda y de la alternativa. 
El grupo está formado por instrumentos de viento y percusión, propios de las bandas de calle, con el estilo de los grupos balcánicos o de las brass bands del centro de Europa. Empezaron haciendo sus propias versiones de canciones de otros grupos valencianos como La Gossa Sorda, Aspencat o Obrint Pas. Con esta instrumentación hacen un repaso al panorama musical en valenciano. Muchos los confunden con una charanga, debido a la cantidad de canciones que han versionado y a su actitud enérgica y alegre, sin embargo, ellos afirman ir más allá.  Han actuado en festivales como el Feslloc, el Aplec dels Ports, el Festivern y el Viña Rock. 
Su primer álbum, Espremedors, va del ska punk hasta los sonidos más pop y latinos, además, cuenta con la colaboración de voces como las de Suu, JazzWoman y Pupil·les.  La primera canción del disco es Primera Conjugació, una canción que cuenta con la colaboración de Suu, así como de Juliana Canet en el videoclip. La canción fue registrada en los Atomic Studio de Ondara por Mark Dasousa y trata sobre la libertad sexual. El videoclip de la canción se estrenó el 11 de diciembre de 2018, como single, ya que fue lanzado antes de que lo hiciese el disco. Y se tocó en directo por primera vez en el Festivern, en la edición del 2018-2019.

## Discografía
Sencillos
- Sokatira (2018, Halley Supernova)[6]
- La Muixeranga ft. Pere Joan (La Gossa Gorda) (2018, Halley Supernova)
- Rumb a la Vall (Festivern) ft.El Diluvi ft. Lildami (2019, Autoedición)[7]
- Juguem amb el Món ft. Àlex Blat ft. ESTHER (2022, Primavera d'Hivern)[8]
- Cançons d'amor ft. Els Catarres (2023, Halley Records)[9]
- La promesa (himno oficial del Valencia Basket, 2025)[10]

Álbumes
- 2019: Espremedors
- 2020: Pròxima Parada
- 2021: Fotosíntesi
- 2024: TOT ESTÀ PER FER